# Serenepilumnus
Serenepilumnus is een geslacht van kreeftachtigen uit de klasse van de Malacostraca (hogere kreeftachtigen).

## Soorten
- Serenepilumnus kuekenthali (de Man, 1902)
- Serenepilumnus leopoldi (Gordon, 1934)
- Serenepilumnus pisifer (MacLeay, 1838)
- Serenepilumnus velasquezi (Serène, 1971)